# وولفغانغ سيغوين
وولفغانغ سيغوين (بالألمانية: Wolfgang Seguin)‏ مواليد 14 سبتمبر 1945 في بورغ باي ماغدبورغ، ألمانيا الشرقية، هو لاعب كرة قدم ألماني دولي سابق كان يلعب كلاعب وسط. سبق له أن لعب في كأس العالم لكرة القدم مع منتخب بلاده. فاز بميدالية أوليمبية في مسابقة كرة القدم.

## المسيرة الاحترافية

### أندية لعب لها
- نادي ماغديبورغ

## روابط خارجية
- وولفغانغ سيغوين على موقع الاتحاد الدولي (مؤرشف)  (الإنجليزية)
- وولفغانغ سيغوين على موقع قاعدة بيانات كرة القدم.إي يو (الإنجليزية)
- وولفغانغ سيغوين على موقع بيانات كرة القدم. دي إي (الألمانية)
- وولفغانغ سيغوين على موقع ناشيونال فوتبول تيمز (الإنجليزية)
- وولفغانغ سيغوين على موقع عالم كرة القدم.نت (الإنجليزية)
- وولفغانغ سيغوين على موقع أوليمبيديا (الإنجليزية)